# 普里茨瓦尔克
普里茨瓦尔克（德語：Pritzwalk，發音：[ˈpʁɪtsˌvalk] ⓘ）是德国勃兰登堡州普里格尼茨县的城市，面积167.47平方千米，2023年12月31日人口为11,736人。